# Norynśk
Norynśk (ukr. Норинськ) – wieś na Ukrainie, w obwodzie żytomierskim, w rejonie korosteńskim, u ujścia Moszanyci do Norynia. W 2001 roku liczyła 1360 mieszkańców.
Dawniej miasteczko.